# 斌道

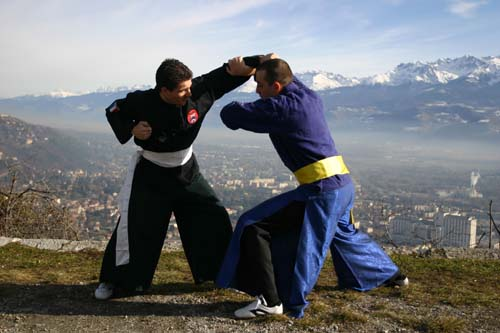
斌道

斌道（發音：[bàɴdò]）是緬甸的一種徒手自衛術，斌道有時被誤以為是所有緬甸武術的統稱，但實際上它只是一個武術流派，而緬甸所有的武術被統稱Thaing。

## 訓練
與大多數亞洲武術相同，所有教導斌道的學校都從基本的姿態和步法開始。這種訓練的初期階段在以前會持續好幾個月，但現今許多教師都不這樣做。在培訓的第二階段，將會教授一系列的壓制技巧。

## 技巧
| 式       | 特徵                     |
| -------- | ------------------------ |
| 豬式     | 迅猛攻擊，重視肘擊、膝擊 |
| 牛式     | 衝擊與阻截               |
| 鹿式     | 騰挪身法                 |
| 鷹式     | 雙手攻防法               |
| 猴式     | 靈活身法                 |
| 鷺式     | 迅速的手部移動、短程跳躍 |
| 豹式     | 繞敵移動、撲擊對手       |
| 蟒式     | 擒拿鎖喉                 |
| 蠍式     | 擒拿神經                 |
| 虎式     | 爪擊                     |
| 眼鏡蛇式 | 攻擊對手上身要害         |
| 蝰蛇式   | 攻擊對手下身要害         |
| 黑豹式   | 組合技                   |

## 圖集

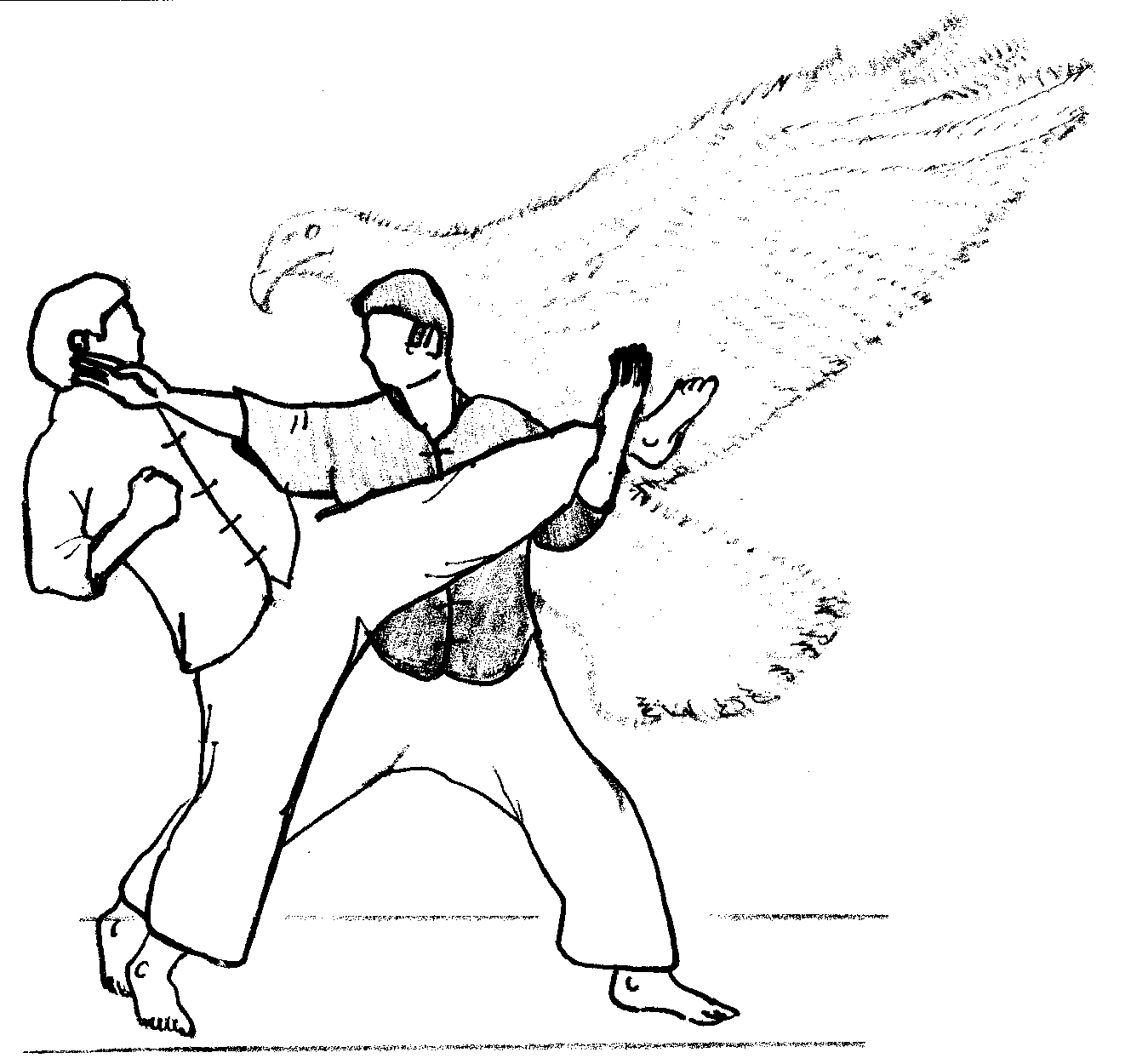
鷹式
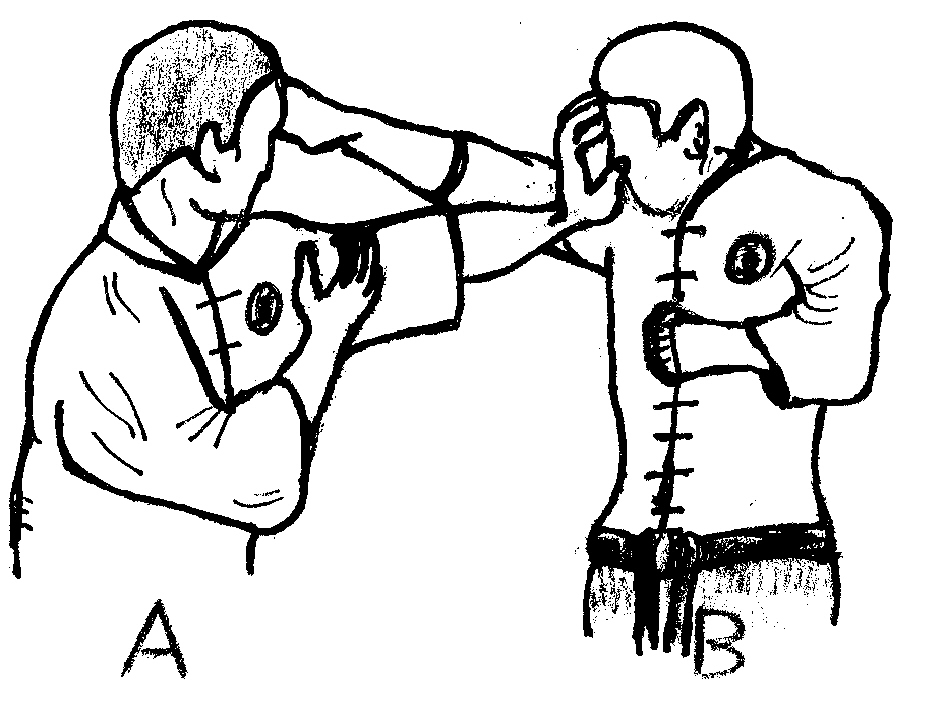
虎式
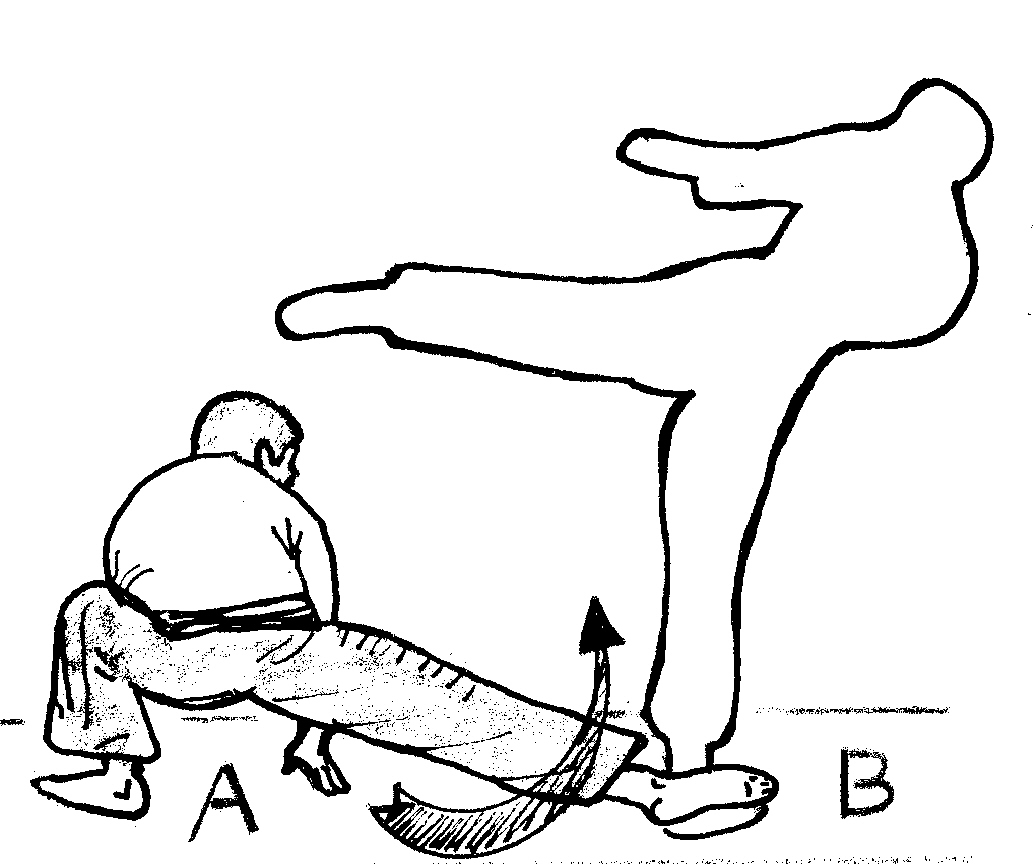
豹式掃腿
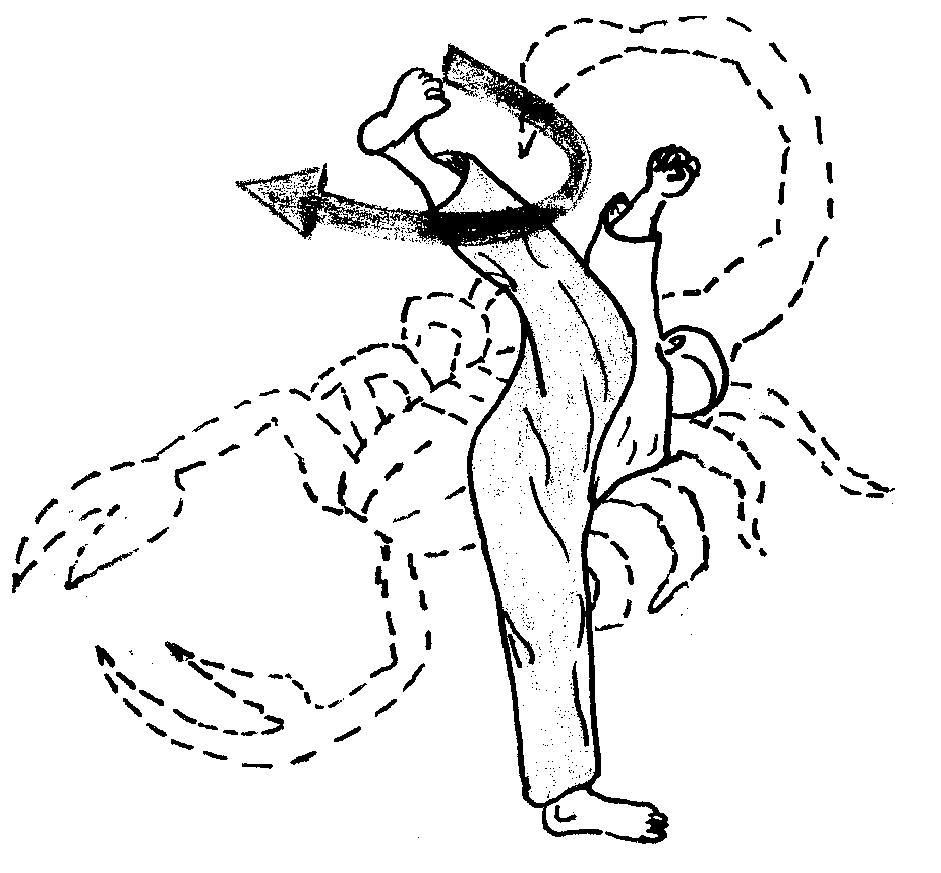
蠍式踢擊

## 参阅
- 緬甸拳
- 泰拳
- 武术

## 外部連結
- International Thaing Bando Association
- American Bando Association （页面存档备份，存于）
- French Bando & Lethwei Federation （页面存档备份，存于）
- Pakistan Bando karate Association International
- Combat Bando Association （页面存档备份，存于）